# Comtat de Taos
El Comtat de Taos (en anglès: Taos County) és un comtat localitzat al nord de l'estat estatunidenc de Nou Mèxic. Pren el seu nom de la seu de comtat de Taos, el qual en torn va ser anomenat pel Pueblo de Taos; «Taos» significa salze vermell en les llengües tiwa. Segons dades del cens del 2010, el comtat té 32.937 habitants, el qual representa un augment del 9,9% respecte dels 29.979 habitants registrats al cens del 2000. La seu de comtat i la municipalitat més poblada és Taos. El comtat va ser incorporat el 1852.

## Geografia
Segons l'Oficina del Cens dels Estats Units, el comtat té una àrea total de 5.711 quilòmetres quadrats, dels quals 5.708 són terra i 3 quilòmetres quadrats (0,07%) són aigua.
El punt més alt del comtat és el cim del Pic Wheeler a una altitud de 4.011 metres. Aquest punt també és el punt més alt de tot l'estat de Nou Mèxic. El comtat té l'altitud mediana més alt de qualsevol comtat excepte els de Colorado, encara que només sigui el vint-i-dosè comtat en el país per altitud. El Comtat de Taos té disset dels vint-i-cinc punts més alts de Nou Mèxic.

### Àrea nacional protegida
- Carson National Forest (part)

### Comtats adjacents
|  |  |  |
|  |  |  |
|  |  |  |

## Demografia

### 2000

Piràmide de població del Comtat de Taos (2000)

Segons el cens del 2000, hi havia 29.979 habitants, 12.675 llars i 7.757 famílies residint en el comtat. La densitat de població era de 5,26 persones per quilòmetre quadrat. Hi havia 17.404 cases en una densitat de 3,05 per quilòmetre quadrat. La composició racial del comtat era d'un 63,77% blancs, un 0,35% negres o afroamericans, un 6,59% natius americans, un 0,38% asiàtics, un 0,12% illencs pacífics, un 24,84% d'altres races i un 3,95% de dos o més races. Hispànics i llatinoamericans de qualsevol raça formaven un 57,94% de la població.
Hi havia 12.675 llars de les quals un 29,90% tenien menors de 18 anys vivint-hi, un 42,70% eren parelles casades vivint juntes, un 12,70% tenien una dona com a cap de la llar sense cap marit present i un 38,80% no eren famílies. En un 32,10% de totes les llars només hi vivia una persona i en un 8,90% només hi vivia una persona major de 64 anys. La mitjana de mida de la llar era de 2,34 persones i la de família era de 2,98 persones.
Pel comtat la població s'estenia en un 24,50% menors de 18 anys, un 6,90% de 18 a 24 anys, un 27,40% de 25 a 44 anys, un 28,80% de 45 a 64 anys i un 12,30% major de 64 anys. L'edat mediana era de 40 anys. Per cada 100 dones hi havia 96,20 homes. Per cada 100 dones majors de 17 anys hi havia 93,70 homes.
L'ingrés econòmic anual de mediana per a cada llar en el comtat era de 26.762 $ i l'ingrés anual de mediana per a cada família era de 33.995 $. Els homes tenien un ingrés anual de mediana de 27.310 $ mentre que les dones en tenien de 21.121 $. La renda per capita pel comtat era de 16.103 $. Un 16,10% de les famílies i un 20,90% de la població vivia per sota del llindar de la pobresa, incloent-n'hi dels quals un 24,60% menors de 18 anys i un 20,80% majors de 64 anys.

### 2010
El cens dels Estats Units del 2010 va informar que el Comtat de Taos tenia 32.937 habitants. La composició racial del Comtat de Taos era de 22.639 (68,7%) blancs, 143 (0,4%) negres o afroamericans, 2.031 (6,2%) natius americans, 219 (0,7%) asiàtics, 10 (0,0%) illencs pacífics, 6.296 (19,1%) d'altres races i 1.599 (4,9%) de dos o més races. Hispànics i llatinoamericans de qualsevol raça formaven el 55,8% (18.381 habitants) de la població.
| Població segons el cens dels Estats Units del 2010 | Població segons el cens dels Estats Units del 2010 | Població segons el cens dels Estats Units del 2010 | Població segons el cens dels Estats Units del 2010 | Població segons el cens dels Estats Units del 2010 | Població segons el cens dels Estats Units del 2010 | Població segons el cens dels Estats Units del 2010 | Població segons el cens dels Estats Units del 2010 | Població segons el cens dels Estats Units del 2010 | Població segons el cens dels Estats Units del 2010 |
| El comtat                                          | Població total                                     | Blancs                                             | Afroamericans                                      | Natius americans                                   | Asiàtics                                           | Illencs pacífics                                   | Altres races                                       | Dos o més races                                    | Hispànics o llatinoamericans (de qualsevol raça)   |
| -------------------------------------------------- | -------------------------------------------------- | -------------------------------------------------- | -------------------------------------------------- | -------------------------------------------------- | -------------------------------------------------- | -------------------------------------------------- | -------------------------------------------------- | -------------------------------------------------- | -------------------------------------------------- |
| Comtat de Taos                                     | 32.937                                             | 22.639                                             | 143                                                | 2.031                                              | 219                                                | 10                                                 | 6.296                                              | 1.599                                              |                                                    |
| Pobles                                             | Població total                                     | Blancs                                             | Afroamericans                                      | Natius americans                                   | Asiàtics                                           | Illencs pacífics                                   | Altres races                                       | Dos o més races                                    | Hispànics o llatinoamericans (de qualsevol raça)   |
| Red River                                          | 477                                                | 441                                                | 1                                                  | 2                                                  | 0                                                  | 1                                                  | 24                                                 | 8                                                  | 59                                                 |
| Taos                                               | 5.716                                              | 4.064                                              | 39                                                 | 304                                                | 55                                                 | 1                                                  | 942                                                | 311                                                | 2.969                                              |
| Viles                                              | Població total                                     | Blancs                                             | Afroamericans                                      | Natius americans                                   | Asiàtics                                           | Illencs pacífics                                   | Altres races                                       | Dos o més races                                    | Hispànics o llatinoamericans (de qualsevol raça)   |
| Questa                                             | 1.770                                              | 1.228                                              | 6                                                  | 20                                                 | 6                                                  | 0                                                  | 445                                                | 65                                                 | 1.453                                              |
| Taos Ski Valley                                    | 69                                                 | 62                                                 | 0                                                  | 0                                                  | 0                                                  | 0                                                  | 6                                                  | 1                                                  | 17                                                 |
| Concentracions de po- blació designades pel cens   | Població total                                     | Blancs                                             | Afroamericans                                      | Natius americans                                   | Asiàtics                                           | Illencs pacífics                                   | Altres races                                       | Dos o més races                                    | Hispànics o llatinoamericans (de qualsevol raça)   |
| Chamisal                                           | 310                                                | 155                                                | 1                                                  | 10                                                 | 2                                                  | 0                                                  | 120                                                | 22                                                 | 269                                                |
| Peñasco                                            | 589                                                | 359                                                | 2                                                  | 2                                                  | 0                                                  | 0                                                  | 183                                                | 43                                                 | 533                                                |
| Picuris Pueblo                                     | 68                                                 | 5                                                  | 0                                                  | 60                                                 | 0                                                  | 0                                                  | 3                                                  | 0                                                  | 15                                                 |
| Ranchos de Taos                                    | 2.518                                              | 1.616                                              | 18                                                 | 48                                                 | 8                                                  | 0                                                  | 675                                                | 153                                                | 1.771                                              |
| Rio Lucio                                          | 389                                                | 256                                                | 0                                                  | 5                                                  | 0                                                  | 1                                                  | 101                                                | 26                                                 | 368                                                |
| Taos Pueblo                                        | 1.135                                              | 47                                                 | 1                                                  | 1.056                                              | 0                                                  | 0                                                  | 12                                                 | 19                                                 | 63                                                 |
| Vadito                                             | 270                                                | 162                                                | 0                                                  | 2                                                  | 0                                                  | 0                                                  | 77                                                 | 29                                                 | 249                                                |

### Llengües parlades
Segons dades del 2005 de la Modern Language Association, un total d'onze llengües tenien 15 o més parlants al Comtat de Taos; les llengües materns eren les següents.